# 낙안읍성민속문화축제
낙안읍성민속문화축제는 전라남도 순천시 낙안면 낙안읍성 일대에서 개최되는 축제이다. 2017년 축제 개회 24회를 맞았다.
전통향토음식 같은 먹거리 맛보기와 선조들의 숨결을 느껴볼 수 있는 체험, 국가 무형문화재 대거 참여한 국악공연, 서커스 등 다양한 프로그램이 있었다.
낙안읍성에서만 볼 수 있는 백중놀이, 성곽쌓기 재현, 기마장군 순라의식등 조선시대 문화를 체험할 수 있게 한 것이 특징이며 1994년 최초 개최하였다. 특히 2017년 축제에서는 2020년 세계문화유산 등재,낙안읍성 세계인의 품으로 라는 주제로 2020년 낙안읍성을 유네스코 세계문화유산으로 등재시키겠다는 의지를 나타내기도 하였다.